# Ахмадов, Апти Адланович
 Апти́ Адла́нович Ахма́дов (чечен. Ӏадлани ВоӀ Апти; 4 июня 1961, Урус-Мартан, Урус-Мартановский район, Чечено-Ингушская ССР, СССР — 29 февраля 2000 года, Улус-Керт, Шатойский район, Чечня, Россия) — чеченский полевой командир, участник первой и второй чеченских войн в 1994—2000 годах на стороне Вооруженных сил Чеченской Республики Ичкерия.

## Биография
Апти Ахмадов родился 4 июня 1961 года в городе Урус-Мартан Чечено-Ингушской Республики.
В 1992—1993 годах вместе с братом Рамзаном Ахмадовым участвовал в Грузино—абхазской войне в рядах батальона Шамиля Басаева.
В конце декабря 1994 — начале марта 1995 года принимал участие в отражении Новогоднего штурма Грозного, занимая позицию в «Доме Музея».
После гибели своего брата Абдуррахмана Ахмадова в сентябре 1999 года, возглавил его джамаат и принял активное участие во Второй чеченской войне.
Погиб 29 февраля 2000 года вблиз села Улус-Керт Шатойского района Чеченской Республики в ходе Боя на высоте 776.